# Formononetine
Formononetine is een isoflavon met als brutoformule C16H12O4. Het is de methylether van het isoflavon daïdzeïne en behoort zoals dit laatste tot de fyto-oestrogenen. Dit zijn stoffen van plantaardige oorsprong, die in zoogdieren dezelfde werking hebben als het vrouwelijk hormoon oestrogeen. Formononetine komt voor in planten zoals bonen en rode klaver. Het heeft een schadelijk effect op schapen die grazen op grasland met veel van deze oestrogene klaver.

## Metabolisme
Het enzym 4'-methoxyisoflavon-2'-hydroxylase zet formononetine met NADPH, H+ en zuurstofgas om in 2'-hydroxyformononetine, NADP+ en water.
Het enzym isoflavon-3'-hydroxylase zet formononetine met NADPH, H+ en zuurstofgas om in calycosine, NADP+ en water.

## Toepassingen
Extracten van rode klaver, rijk aan isoflavonen en in het bijzonder aan formononetine en biochanine A, worden onder meer gebruikt tegen de symptomen van de menopauze en voor de behandeling of preventie van osteoporose.
Formononetine wordt ook gebruikt in de landbouw. Het wordt aan coatings van zaden toegevoegd of bij het zaaien mee in de grond gedruppeld. Het dient om de plantengroei en de opbrengst te verbeteren omdat het de kolonisatie van nuttige vesiculaire-arbusculaire endomycorrhizaschimmels op de wortels van de planten zou stimuleren. Het kan gebruikt worden bij soja, maïs, katoen, zonnebloem en de meeste tuinbouwgewassen. Het is niet effectief bij brassicasoorten (koolgewassen), omdat die geen symbiose met mycorrhizaschimmels aangaan. Het wordt verkocht (als het kaliumzout van formononetine) onder de merknaam PHC Myconate HB door Plant Health Cure.